# 高田村 (岡山県)
高田村（たかたそん）は、岡山県苫田郡にあった村。
現在の津山市大篠、上横野、下横野に当たる。
1954年の津山市編入の10村の内、最も面積が広い村であった。
ここでは現在の津山市高田地区についても扱う。

## 沿革
- 1889年6月1日 - 町村制施行に伴い、東北条郡大篠村、上横野村、下横野村が合併し、高田村となる。大字下横野に役場を置く。
- 1900年4月1日 - 東北条郡が東南条郡、西西条郡、西北条郡と合併し、苫田郡となる。
- 1954年7月1日 - 周辺の9村とともに津山市へ編入される。

## 高田地区
高田村の範囲を以って高田地区と呼んでいる。高田小学区に一致。中学校は大篠が中道中学区、その他は北陵中学区。高田地区の内、横野地区は和紙で有名である。

### 隣接自治体・地区
- 津山市一宮地区
- 津山市加茂地区（旧・加茂村、 西加茂村）
- 津山市神庭地区
- 津山市高倉地区
- 津山市東苫田地区
- 苫田郡鏡野町（旧・香々美北村、香々美南村）

### 地区の地名
- 大篠
- 上横野
- 下横野

### 人口
2184人（2019年1月1日現在。住民基本台帳による。津山市調べ）。地名ごとの人口は各地名記事を参照。

### 教育

#### 幼稚園
- 高田幼稚園

#### 学校
- 高田小学校

## 交通

### 鉄道
地区内を走る鉄道なし

### 道路
廃止当時は未完成。地区内を走る高速道路・国道はなし。

#### 県道
- 主要地方道
  - 岡山県道68号津山加茂線
- 一般県道
  - 岡山県道345号上横野兼田線
  - 岡山県道476号横野滝線
  - 岡山県道478号大田上横野線

## 河川・山岳

### 河川
- 横野川
- 蟹子川
- 後川
- 下茅川
- 大河内川

### 山岳
- 入道山

## 名所・旧跡・観光スポット
- 横野滝

## 寺院・神社

### 寺院
- 多聞寺
- 多福寺
- 新龍寺
- 善応寺

### 神社
- 大佐々神社
- 高田神社